# Basterotia peninsularis
Basterotia peninsularis is een tweekleppigensoort uit de familie van de Basterotiidae. De wetenschappelijke naam van de soort is voor het eerst geldig gepubliceerd in 1936 door Jordan.